# Jessie J
Jessie J, właśc. Jessica Ellen Cornish (ur. 27 marca 1988 w Londynie) – brytyjska piosenkarka, autorka tekstów piosenek i aktorka.

## Życiorys

### Dzieciństwo i edukacja
Urodziła się w dzielnicy Redbridge w Londynie. Mając 11 lat, została wybrana do roli w produkcji Whistle Down the Wind Andrew Lloyda Webbera w teatrze West End.
Kształciła się w londyńskim Mayfield High School. Ma dwie starsze siostry. Jak powiedziała w rozmowie z magazynem „The Independent”, obie siostry były najlepszymi uczennicami szkoły, zaś ona sama „nigdy nie była dobra w niczym”. Pomimo umiejętności wokalnych została wyrzucona z chóru szkolnego za zbyt głośne śpiewanie.
W wieku 16 lat uczyła się w Brit School, gdzie dołączyła do grupy nazywanej „Soul Deep”. Uczyła się w jednej klasie wraz z Adele i Leoną Lewis.

### Kariera
Karierę zaczynała od pisania tekstów piosenek dla Justina Timberlake, Alicii Keys i Christiny Aguilery, uzyskując przy tym kontrakt z Sony ATV. Była związana z wytwórnią płytową Gut Records, ale ta zbankrutowała przed wydaniem płyty Jessie. W 2008 występowała jako „support” w trasie koncertowej Cyndi Lauper.

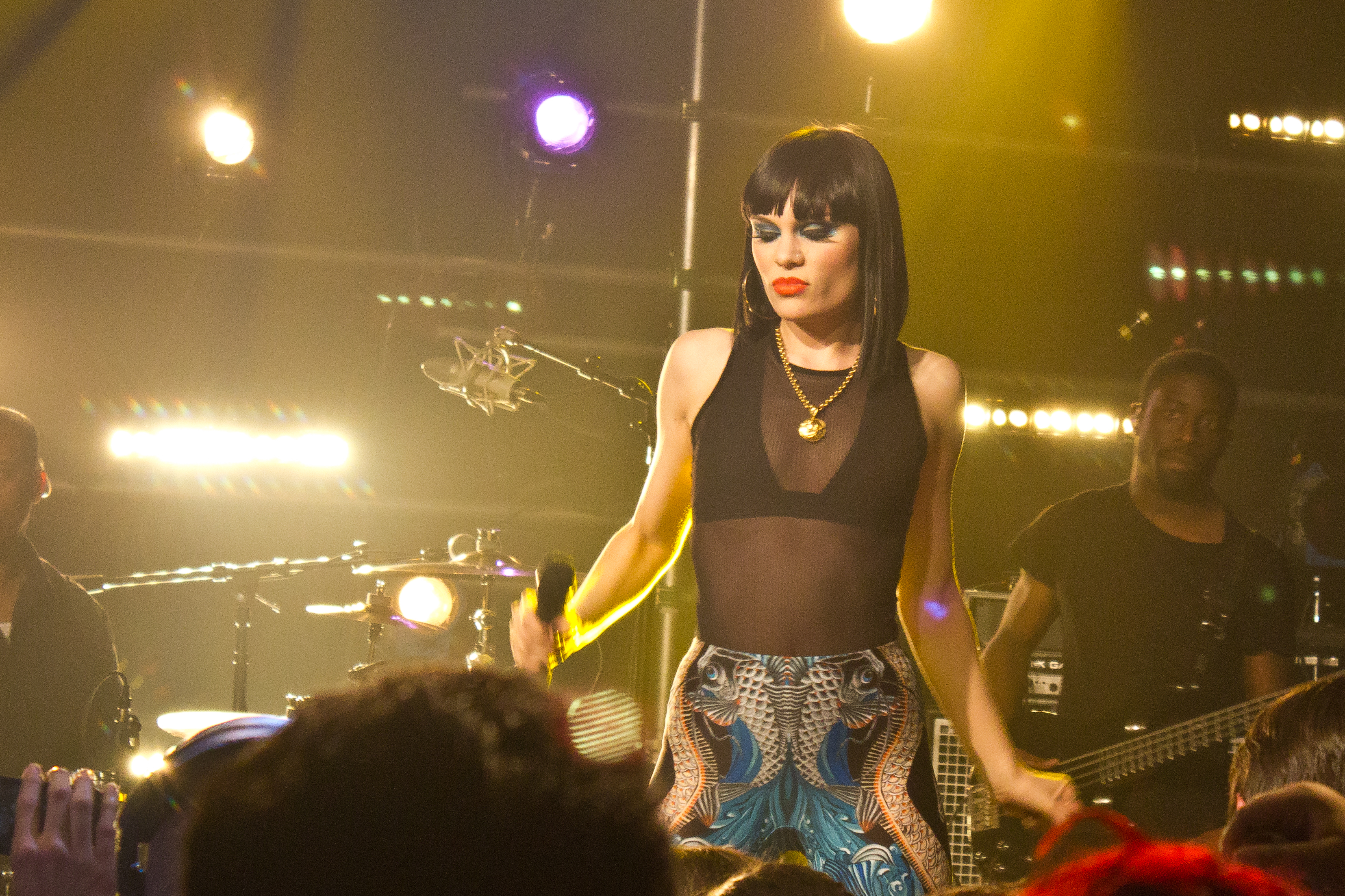
Jessie J podczas koncertu w Nowym Jorku, 2011

Swój debiutancki singel „Do It Like a Dude” wydała 21 listopada 2010. W dniu premiery piosenka zajęła 25. miejsce na UK Singles Chart. Później dotarła na drugie miejsce notowania. Drugi singiel, piosenkę „Price Tag”, w której gościnnie zaśpiewał B.o.B, wydała 28 stycznia 2011. Dotarła z nią na szczyt brytyjskiej listy przebojów. Singiel został wydany w Stanach 1 lutego 2011, gdzie dotarł do 78. miejsca na Billboard Hot 100. Utwór dotarł do szczytu notowania w Szkocji, Nowej Zelandii i Irlandii. Jessie napisała „Do It Like a Dude” z myślą o Rihannie, jednak ostatecznie postanowiła zachować utwór dla siebie. Z kolei piosenka „L.O.V.E.” miała zostać przekazana Alicii Keys, ale z powodu zmiany track-listy albumu Keys tego nie zrobiono.

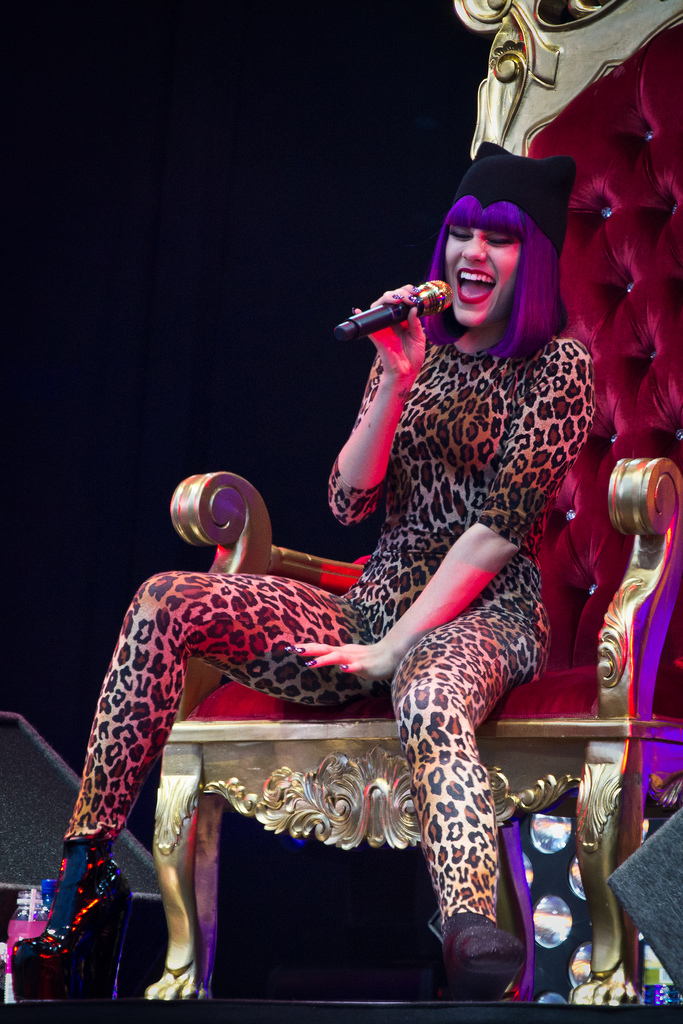
Jessie J podczas występu na festiwalu The Big Chill, sierpień 2011

12 marca 2011 uczestniczyła w nagraniach Saturday Night Live, programu emitowanego przez stację NBC. Pracowała nad swoją pierwszą płytą przez sześć lat. 19 stycznia 2011 potwierdziła, że album jest już kompletny. Krążek, zatytułowany Who You Are, został wydany 28 lutego w Wielkiej Brytanii oraz 12 kwietnia w USA. Ze względu na duże zapotrzebowanie i zainteresowanie fanów na album, premiera płyty odbyła się miesiąc wcześniej niż planowano. 6 marca album zajął drugie miejsce na UK Albums Chart. Na kolejne single zostały wybrane kompozycje: „Nobody’s Perfect”, „Who’s Laughing Now”, „Domino” oraz „Who You Are”, przy czym ten przedostatni zajął pierwsze miejsce na UK Singles Chart. Ostatnim singlem z albumu został utwór „LaserLight”, który powstawał we współpracy z Davidem Guettą.
W 2012 wystąpiła podczas ceremonii zamknięcia Igrzysk Olimpijskich w Londynie, gdzie zaprezentowała swój singel „Price Tag” oraz wystąpiła z zespołem Queen. Pod koniec roku wydała utwór „Silver Lining (Crazy ’Bout You)”, który nagrała na potrzeby filmu Poradnik pozytywnego myślenia. Na przełomie 2012/2013 była trenerką w dwóch edycjach programu The Voice. Po drugiej edycji zrezygnowała, ponieważ chciała skupić się na promocji nowego albumu.
23 września 2013 wydała drugi album studyjny pt. Alive. Pierwszym singlem promującym płytę był utwór pt. „Wild”, który zdobył status podwójnej platyny w Australii i złotego singla w Wielkiej Brytanii. Kolejnym utworem promującym album był „It’s My Party”, a trzecim i ostatnim – „Thunder”, wydany 26 października. Płyta nie powtórzyła sukcesu poprzedniego krążka, aczkolwiek wyprzedała się w ponad 100 tys. kopiach w Wielkiej Brytanii oraz osiągnęła tam trzecie miejsce w notowaniu UK Albums Chart. Jessie J zagrała prawie 20 koncertów w ramach trasy koncertowej pt. Alive Tour, odwiedzając największe miasta na terenie Wielkiej Brytanii oraz Europy zachodniej.

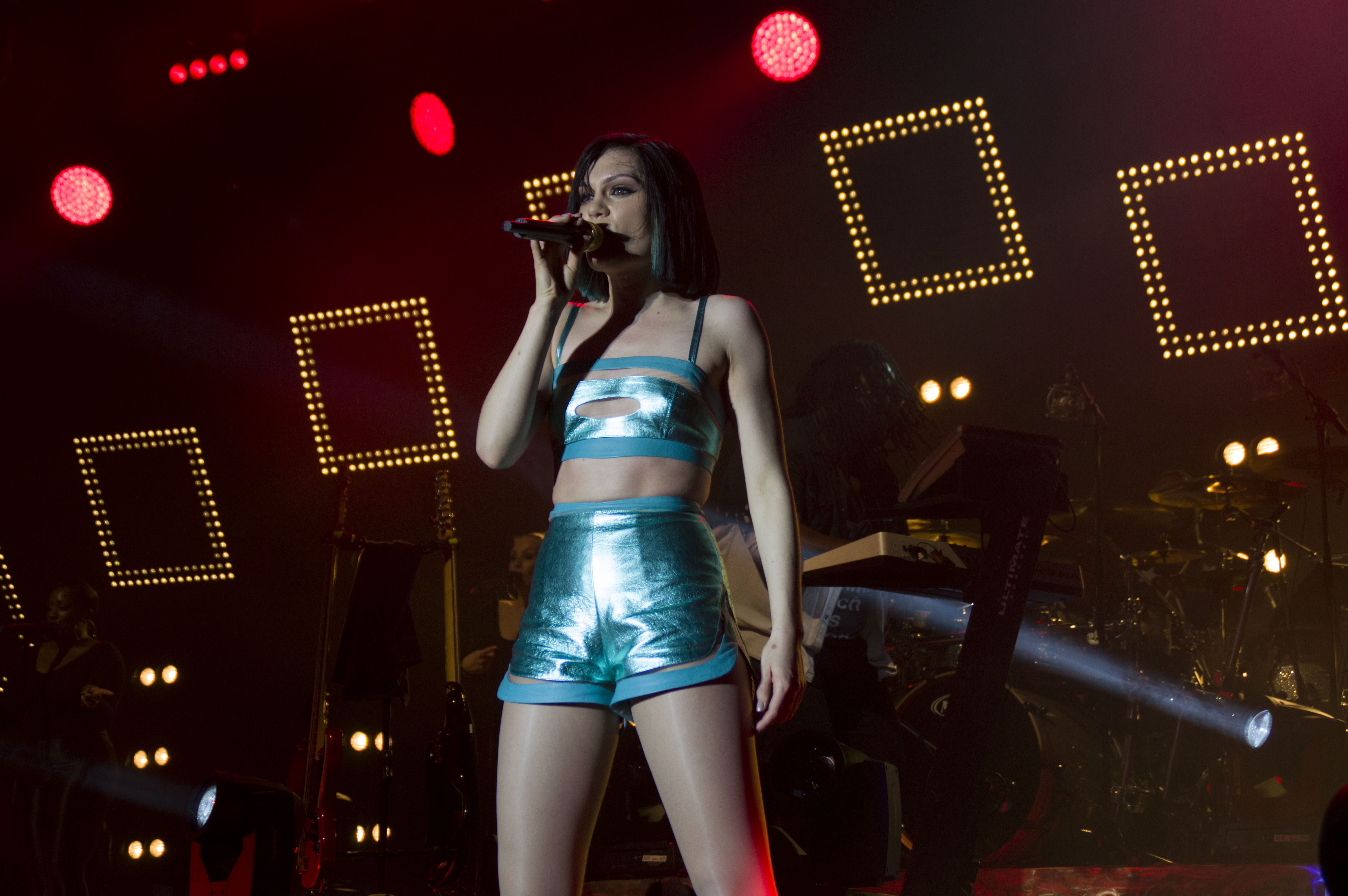
Jessie J podczas koncertu na Pines Forest Live Event, czerwiec 2014

29 lipca 2014 wspólnie z Nicki Minaj i Ariana Grande wydała singel „Bang Bang”, który zadebiutował na szóstej pozycji listy US Billboard Hot 100. Piosenka stała się drugim singlem, po „Domino” który osiągnął pozycję w liście Top 10 w USA. Jej trzeci album studyjny, zatytułowany Sweet Talker, miał swoją premierę 13 października. Album otrzymał pozytywne, jak i negatywne recenzje od krytyków. Drugim singlem stało się „Burnin' Up” nagrane wraz z 2 Chainz, kolejnym „Masterpiece”. Oba single nie powtórzyły jednak sukcesu „Bang Bang”. Jessie również nagrała wspólnie z Dizzee Rascal piosenkę na jego album pt. „We don’t play around”. 4 listopada 2014 zapowiedziała swoją trasę koncertową promującą jej album Sweet Talker.
W 2015 była trenerem w The Voice Australia. oraz opublikowała piosenkę „Flashlight”, która stanowi soundtrack do filmu Pitch Perfect 2.
W listopadzie 2017 zapowiedziała wydanie swojego kolejnego albumu pt. R.O.S.E.. 22 maja 2018 zaprezentowała pierwszą część albumu pt. Realisations, a w kolejnych dniach premierę miały pozostałe trzy części: Obsessions, Sex i Empowerment. Płyta promowana była przez single: "Real Deal", "Think About That", "Not My Ex" oraz "Queen". Album uzyskał pozytywne opinie od krytyków. Od września 2018 Jessie J ruszyła w trasę koncertową. 27 września potwierdziła pracę nad świąteczną płytą pt. This Christmas Day, której premiera odbyła się 26 października.

## Życie prywatne
Od 11 roku życia ma nieregularne tętno, cierpi też na arytmię, czyli zaburzenie bicia serca, które doprowadziło do małego udaru mózgu w wieku 18 lat, w rezultacie czego nie pali oraz nie pije alkoholu. W młodości stwierdzono u niej zespół Wolffa-Parkinsona-White'a, a na początku 2011 przeżyła atak paniki na scenie po tym, jak została zmuszona do śpiewania w ciemności.
Przez długi czas była uważana za osobę biseksualną. W jednym z wywiadów przyznała, że spotykała się z dziewczynami i chłopakami. Przez kilka lat była w związku z kobietą. W 2014 wydała oświadczenie, w którym obaliła swój rzekomy biseksualizm, a okres, w którym spotykała się z kobietami, nazwała „fazą”. Wtedy też ogłosiła, że jej partnerem życiowym jest Luke James. Związek ten rozpadł się w 2017. W 2018 zaczęła spotykać się z Channingiem Tatumem, jednak rozstali się w 2019.

## Działalność filantropijna
Aktywnie uczestniczyła w większości telethonów Children in Need i Comic Relief, obu nadawanych przez telewizję BBC. 2 sierpnia 2011 potwierdziła, że ma zamiar ogolić się na łyso dla organizacji charytatywnej. 15 marca 2013 zgoliła włosy na żywo podczas Red Nose Day 2013, w celu zebrania pieniędzy dla brytyjskiej organizacji charytatywnej Comic Relief.
W listopadzie 2011 wystąpiła ze swoją piosenką „Nobody's Perfect” na koncercie charytatywnym Children in Need Rocks Manchester zorganizowanym w Manchester Arena, aby zebrać pieniądze dla fundacji „Children in Need”. Wspiera również organizację charytatywną skierowaną dla dzieci Believe in Magic, która udziela pomocy finansowej dzieciom w Wielkiej Brytanii. W lipcu 2012 zaśpiewała utwór pt. „Laserlight” na scenie wraz z siedmioletnim fanem Danielem Sullivanem cierpiącym na białaczkę, który zmarł cztery miesiące później.

## Dyskografia
Albumy studyjne:
- 2011: Who You Are
- 2013: Alive
- 2014: Sweet Talker
- 2018: R.O.S.E.
- 2018: This Christmas Day

## Filmografia
| Rok  | Tytuł               | Rola          | Notka           |
| ---- | ------------------- | ------------- | --------------- |
| 2012 | The Voice UK        | Jako ona sama | Trener i mentor |
| 2015 | The Voice Australia | Jako ona sama | Trener i mentor |